# Effet diable en boîte

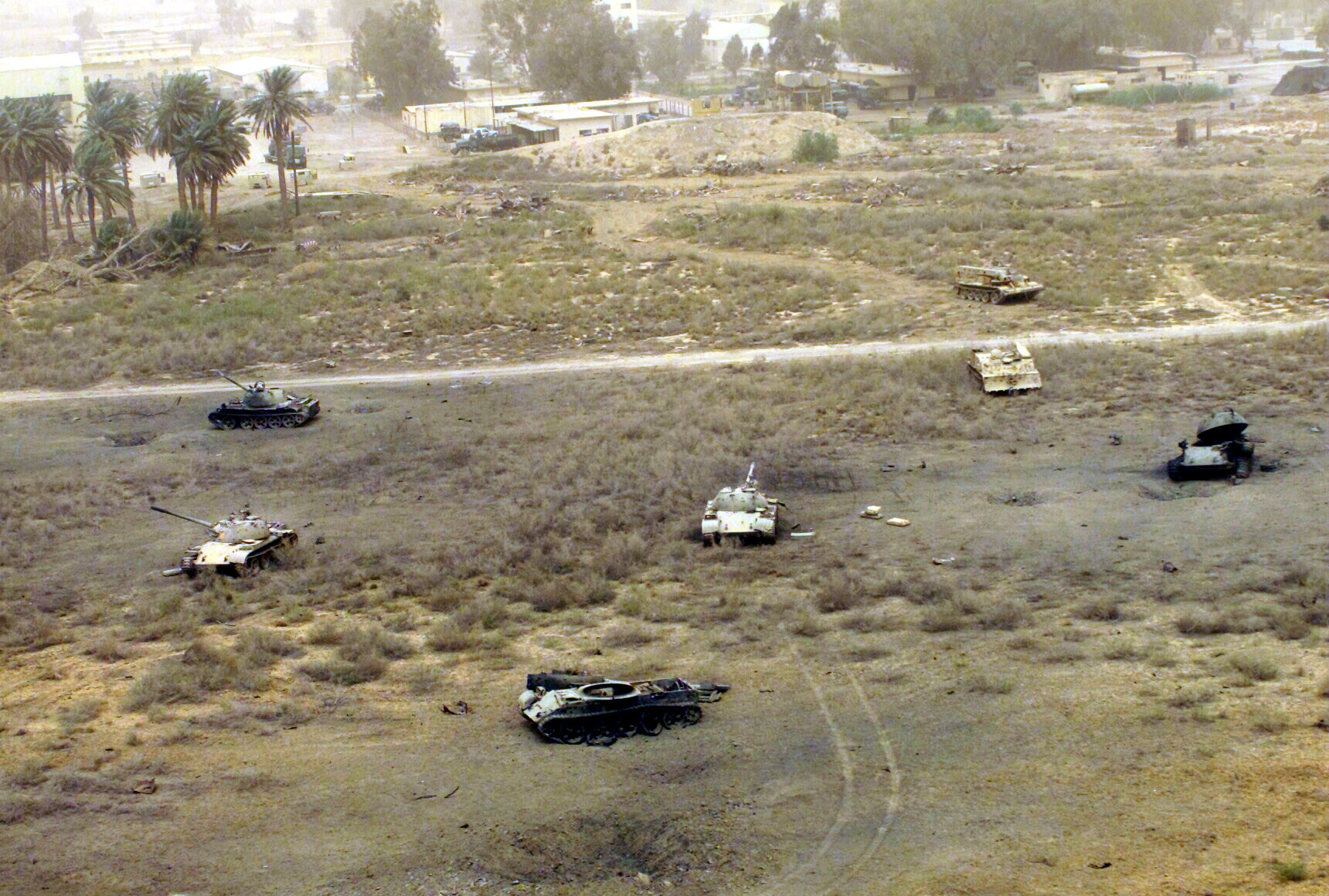
Un groupe de chars irakiens détruits, les véhicules en bas de la photo et à droite montrant les résultats de l'effet Diable en boîte.

 (décembre 2021).
L'effet diable en boîte, aussi appelé « lancer de tourelle », est une forme de destruction d'un char ou tout véhicule blindé à tourelle dans laquelle la tourelle du char se détache et est projetée en l'air par une explosion de munitions. Il doit son nom au jouet d'enfant, le diable en boîte, dans lequel une marionnette surgit. La plupart du temps, l'équipage à l'intérieur ne survit pas.

## Principe
Si un projectile anti-char ou une charge creuse, une détonation ou une explosion est déclenchée. Une détonation parvient à pénétrer dans une tourelle la coque d'un véhicule blindé et, par la suite, sa zone de stockage de munitions, l'onde de choc ou la chaleur et la pression peuvent être suffisantes pour provoquer la cuisson (cook-off) ou la détonation sympathique de tout le chargement d'obus explosifs et de propergol du char. Cela provoque une surpression massive et instantanée dans le compartiment interne scellé du char, jusqu'à ce qu'elle explose vers l'extérieur à travers le point le plus faible du compartiment autrement homogène, à savoir l'anneau de la tourelle, soufflant la tourelle complètement hors du châssis et en l'air dans un jet de flammes.
L'effet diable en boîte n'est connu que pour les chars « boutonnés » (c'est-à-dire dont toutes les trappes sont fermées et verrouillées), qui ont des munitions stockées à l'intérieur et dont la zone de stockage des munitions n'est pas équipée d'un panneau d'obturation. Les chars de l'époque de la Seconde Guerre mondiale ont souvent perdu leurs tourelles de cette manière, en grande partie à cause d'une mauvaise conception (la plupart des concepteurs n'avaient pas encore reconnu la nécessité d'un blindage spécial des compartiments de stockage des munitions des chars).
De nombreux chars modernes (par exemple, les séries M1 Abrams, Léopard 2 et Leclerc, pour n'en citer que quelques-uns) sont dotés de compartiments à munitions conçus avec une sécurité intégrée sous le feu - lorsqu'ils sont endommagés, des évents s'ouvrent pour canaliser les propergols et les explosifs enflammés loin de la cabine de l'équipage. L'équipage valide peut alors ramener le véhicule à un centre de maintenance ou du moins, s'en échapper.

## Durant l'invasion de l'Ukraine
Au cours de l'invasion de l'Ukraine par la Russie, un nombre important de chars russes sont victimes de ce type de destruction, ce qui est tourné en dérision par les soutiens de l'Ukraine, qui parlent de « lancer de tourelle » (« turret toss »). 
Les chars T-72 et leurs variations sont particulièrement touchés par ce phénomène, en raison de leur conception. Ces chars ne comptent que trois membres d'équipage et non quatre, le chargeur étant remplacé par un système automatisé. Cela oblige à placer les munitions à l'intérieur même du compartiment de l'équipage. Le char n'est pas équipé non plus de panneaux de décompression donnant vers l'extérieur. 
Cette faiblesse pousse l'Ukraine — dont l'armée en est parfois victime également — à viser spécifiquement le compartiment à munitions des chars russes avec ses armes antichars.